# Distretto di Chilcaymarca
Il distretto di Chilcaymarca è uno dei quattordici distretti della provincia di Castilla, in Perù. Si trova nella regione di Arequipa e si estende su una superficie di 181,37 chilometri quadrati.

Istituito il 29 ottobre 1923, ha per capitale la città di Chilcaymarca; al censimento 2005 contava 576 abitanti.